# Wera Złatarewa
Wera Dimitrowa Złatarewa, bułg. Вера Златарева (ur. 3 grudnia 1905 we wsi Goliamo Biełowo k. Pazardżiku, zm. 19 sierpnia 1977 w Sofii) – bułgarska prawniczka, pisarka, sufrażystka.

## Życiorys
Urodziła się w 1905 we wsi Goliamo Biełowo k. Pazardżika. Ukończyła szkołę średnią w Płowdiwie, a w 1929 rozpoczęła studia na Uniwersytecie Sofijskim. W 1931 obroniła pracę doktorską na tej samej uczelni i rozpoczęła pracę w ministerstwie rolnictwa jako radca prawny. Była jedną z pierwszych kobiet w Bułgarii, wykonujących zawód prawnika. W latach 1932–1934 kierowała wydziałem policji w Płowdiwie, który zajmował się zwalczaniem nierządu. W latach 1934–1936 pracowała w urzędzie miasta w Płowdiwie, organizując pomoc społeczną dla kobiet z ubogich rodzin.
W 1936 wyszła za mąż za prawnika i polityka Michaiła Genowskiego, a rok później przeniosła się wraz z mężem do Sofii, gdzie pracowała w kancelarii prawniczej męża. W 1937 reprezentowała Bułgarię w Międzynarodowej Organizacji Abolicjonistów. Działała na rzecz przyznania kobietom w Bułgarii praw wyborczych. W 1944 po przejęciu władzy przez komunistów zdobyła mandat do Zgromadzenia Narodowego, w którym reprezentowała Bułgarski Ludowy Związek Chłopski. W 1945 jako pierwsza kobieta w Bułgarii uzyskała uprawnienia do wykonywania zawodu adwokata. Zmarła w Sofii w 1977.
Była autorką publikacji z zakresu prawa rodzinnego i prawa karnego.

## Życie prywatne
Ze związku z Michaiłem Genowskim Wera Złatarewa miała dwoje dzieci (syna i córkę).

## Publikacje
- 1935: Психология и социология на българската проститутка
- 1936: Проституцията и борбата против нея
- 1940: Обществени грижи
- 1940: Изнасилване
- 1941: Имуществени отношения между съпрузите
- 1945: Правната защита на жената
- 1947: Селянката и новото време